# Yvette Gastauer-Claire
Yvette Gastauer-Claire (Esch-sur-Alzette, 29 maggio 1949) è una medaglista e scultrice lussemburghese.

## Biografia
Dal 1974 al 1979 frequenta la sezione di belle arti del Lycée technique des arts et métiers a Limpertsberg. 
Nel 2002 disegna le monete euro lussemburghesi con l'effigie del granduca Henri di Lussemburgo.